# Rubeniden
De Rubeniden of Roupeniden (Armeens: Ռուբինյաններ) waren een Armeense dynastie die heersten over Cilicië, en de stichtende dynastie waren van het Armeense koninkrijk van Cilicië. De dynastie is genoemd naar zijn stamvader, de Armeense prins Ruben I. De Rubeniden waren prinsen, later koningen, van Cilicisch Armenië sinds 1080 tot in het midden van de dertiende eeuw waarna de Hethumiden het door huwelijkspolitiek overnamen.
De onder hen opgerichte Armeense staat vestigde als snel goede relaties met verscheidene Europese landen, en speelde een belangrijke rol gedurende de kruistochten. Ze leverden de christelijke legers proviand en een veilige haven op hun weg naar Jeruzalem. Het uithuwelijken van Armeense prinsessen en prinsen aan de Europese kruisvaardersfamilies was een normale zaak, en de Europese religieuze, politieke en culturele invloed was groot onder hun bewind.
Door deze huwelijken met de Europese adel is Ruben I, stamvader van het Huis van Ruben, de voorvader van vele Europese koninklijke families. Onder andere de koninklijke families van Noorwegen, Zweden, Denemarken, Griekenland, Nederland, Roemenië, Spanje, België, Luxemburg, Bulgarije en het Verenigd Koninkrijk.

## Herkomst

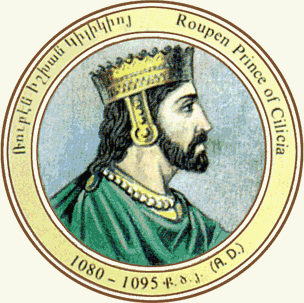
Ruben I.

De stamvader van de dynastie, Ruben I, prins van Armenië, werd geboren rond 1025 en stond bekend als heer van Gobidar en Goromosol. Vermoedelijk was hij een afstammeling van de Bagratuni-dynastie, die over Cilicisch Armenië heerste tot de burcht in Ani viel in 1045. Hij was verwant aan koning Gagik II, de laatste koning van Ani. Sommigen beweren dat hij een zoon is, anderen een kleinzoon van koning Gagik II. In 1080 ontketende hij een opstand tegen het Byzantijnse Rijk en veroverde hij de burcht van Partzerpert. Hierna kroonde hij zichzelf tot prins van Cilicisch Armenië en ontstond het Huis van Ruben.
Vroege geschiedkundigen beweerden dat de Rubeniden nakomelingen waren van de Bijbelse Ruben, stamvader van de stam van Ruben, een van de twaalf stammen van Israël.

## Titels

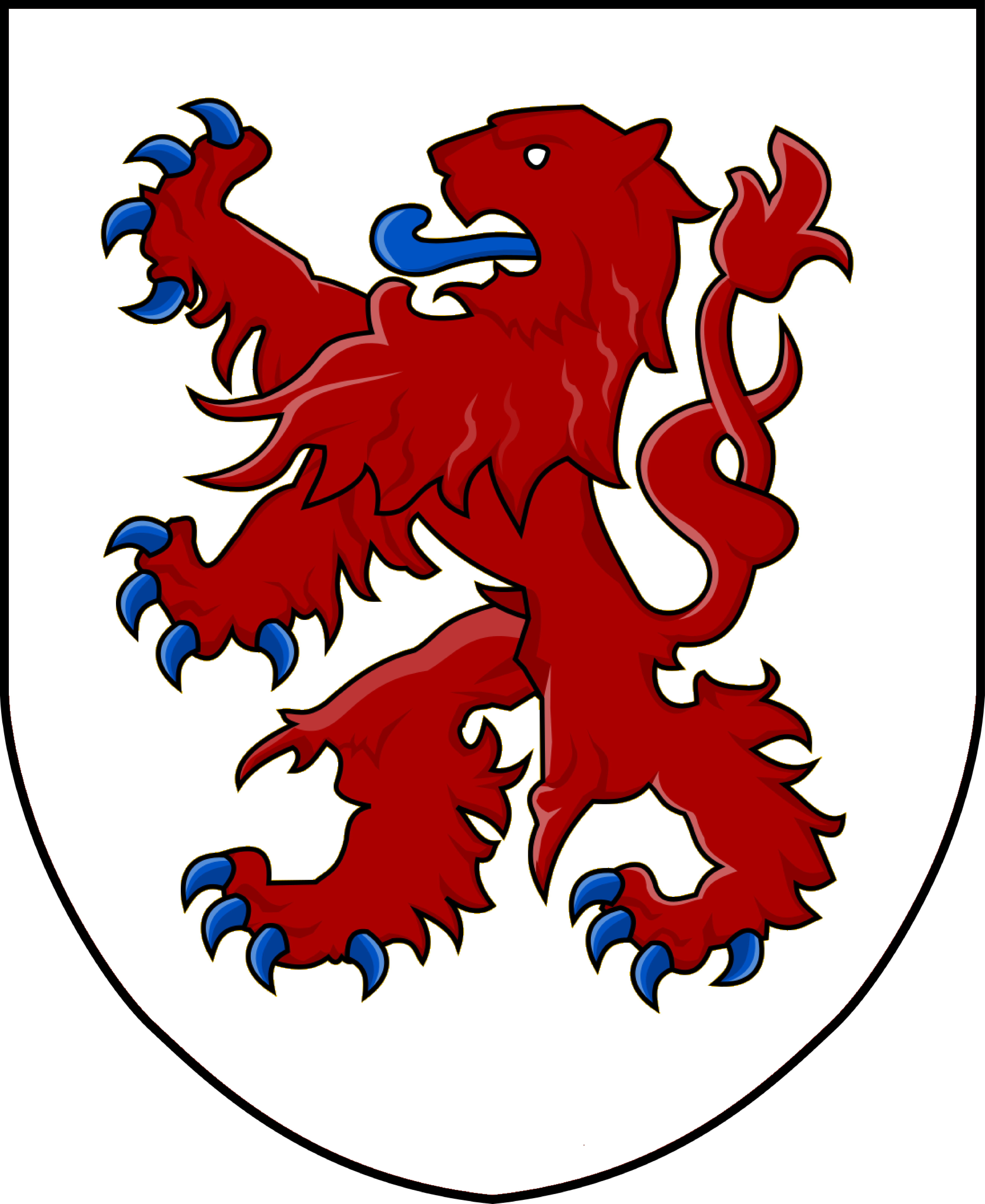
Wapenschild van de Rubeniden vanaf Leo II van Armenië

De oudste titels die gedragen werden door de stamvader waren de titels van de twee heerlijkheden Gobidar en Goromosol, of hij deze had geërfd van een verwante of had verkregen wegens verdienste is onbekend. Na de opstand die Ruben van Gobidar en Goromosol ontketende kroonde hij zichzelf tot prins van Cilicisch Armenië, later werd deze titel verhoogd tot koning van Cilicisch Armenië.
Leo II werd heerser van Armenië in 1187, nadat zijn broer Ruben III kort voor zijn dood zijn zetel aan hem doorgaf. Hij was voorheen regent en begeleider van zijn nichten Alice en Philippa, maar schoof hun opzij om zelf de kroon op zich te nemen, en kroonde zich tot koning op 6 januari 1199.
Voordat Leo zich tot eerste koning kon kronen ging daar eerst de Derde Kruistocht aan vooraf, keizer Frederik I Barbarossa had aangekondigd zijn vorstendom aan te bezoeken op weg naar Jeruzalem. Leo hoopte op een onderhandelingsmogelijkheid om zich door hem als eerste koning te kunnen laten kronen. Helaas verdronk Frederik in de rivier Saleph, waardoor dit niet doorging. Leo ging verder met onderhandelingen bij de nieuwe keizer, Hendrik VI, en ook bij paus Celestinus III voor een koninklijke titel. Deze pogingen waren succesvol, en op 6 januari 1199 werd hij gekroond als koning van Cilicisch Armenië door de afgevaardigde van kerk en staat, Koenraad III van Wittelsbach, aartsbisschop van Mainz, in de Kerk van de Heilige Wijsheid in Tarsus.
De kroonprinsen van Cilicisch Armenië kregen de titel prins van de bergen. Thoros I van Armenië was de eerste die deze titel droeg, hij droeg deze titel tot aan het overlijden van zijn vader in 1102, waarna hij de troon besteeg als prins van Cilicisch Armenië. De titel sloeg waarschijnlijk op het Taurusgebergte.

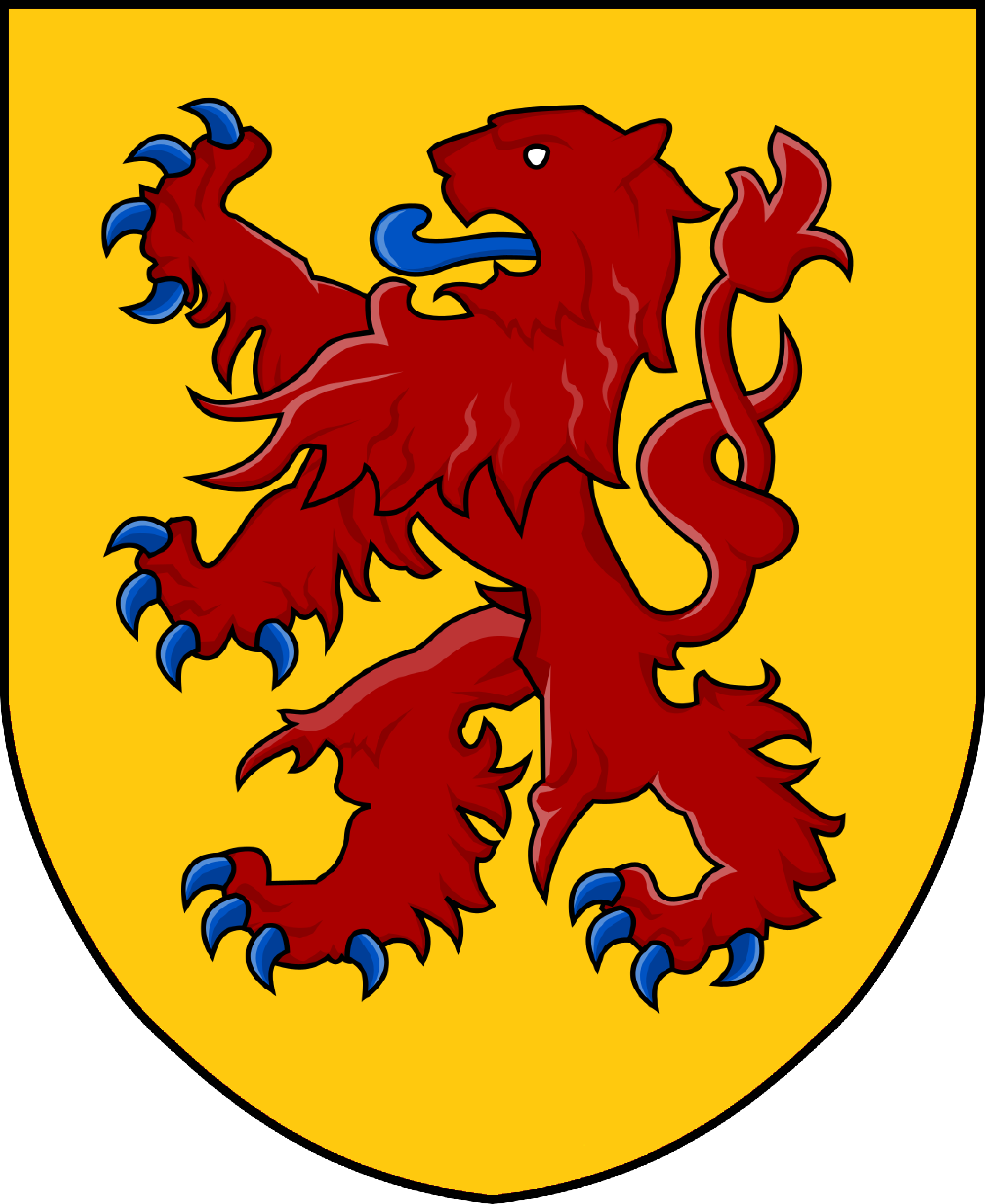
Wapenschild van Armenië

## Monarchen van Cilicisch Armenië

### Prinsen van Cilicisch Armenië
| PERIODE     | PRINS                      | RELATIE TOT VOORGANGER |
| ----------- | -------------------------- | ---------------------- |
| 1080 - 1095 | Ruben I van Armenië        | -                      |
| 1095 - 1102 | Constantijn I van Armenië  | zoon                   |
| 1102 - 1129 | Thoros I van Armenië       | zoon                   |
| 1129        | Constantijn II van Armenië | zoon                   |
| 1129 - 1140 | Leo I van Armenië          | oom                    |
| 1140 - 1169 | Thoros II van Armenië      | zoon                   |
| 1169 - 1170 | Ruben II van Armenië       | zoon                   |
| 1170 - 1175 | Mleh van Armenië           | halfoom                |
| 1175 - 1187 | Ruben III van Armenië      | neef                   |
| 1187 - 1199 | Leo II van Armenië         | broer                  |

### Koningen van Cilicisch Armenië
In 1199 werd Leo II van Armenië koning van Cilicisch Armenië.
| PERIODE     | KONING               | RELATIE TOT VOORGAANDE |
| ----------- | -------------------- | ---------------------- |
| 1199 - 1219 | Leo II van Armenië   | -                      |
| 1219 - 1252 | Isabella van Armenië | dochter                |

## Stamboom
Een stamboom van de nakomelingen van Ruben I, prins van Cilicisch Armenië. Nakomelingen van vrouwelijke leden van het huis worden niet weergegeven aangezien zij behoren tot het huis van hun vader.
- Ruben I van Armenië (1025 - 1095), ook wel Roupen I, heer van Gobidar en Goromosol en sinds 1080 prins van Cilicisch Armenië.
  - Constantijn I van Armenië (1053 - 24 januari 1102), ook wel Gosdantin I, en na het overlijden van zijn vader in 1080 prins van Cilicisch Armenië.
    - Beatrijs van Armenië (? - 1122), huwde Jocelin I van Edessa en hadden nageslacht.
    - Thoros I van Armenië (? - 1129), ook wel Theodoor I, prins van de bergen en na het overlijden van zijn vader in 1102 prins van Cilicisch Armenië.
      - Oshin van Armenië, overleed voor zijn vader stierf en werd opgevolgd als kroonprins door zijn broer, Constantijn van Armenië.
      - Constantijn II van Armenië (? - 1129), regeerde kortstondig als prins van Cilicisch Armenië na het overlijden van zijn vader.

    - Leo I van Armenië (? - 14 februari 1140), ook wel Leon of Levon I, regeerde als prins van Cilicisch Armenië vanaf het overlijden van zijn neef in 1129 tot aan zijn dood in 1140. Hij huwde Beatrijs van Rethel, met wie hij een dochter, Constantijn, Stefaan en Mleh kreeg. Hij huwde een tweede maal met een onbekende Armeense, met wie hij drie dochters, Thoros en Ruben kreeg.
      - Een onbekende dochter, huwde met Vasil Dgha.
      - Constantijn van Armenië (voor 1109 - voor 1144), er is weinig bekend over deze zoon van Leo I.
      - Stefaan van Armenië (1110 - 1165), een generaal van Armenië. Hij trad op als regent voor zijn zoon, die de troon zou bezetten. In sommige bronnen wordt ook hij als prins van Cilicisch Armenië beschouwt.
        - Ruben III van Armenië (1145 - 3 februari 1186), ook wel Roupen III, was de prins van Cilicisch Armenië, nadat zijn oom Mleh vermoord was, van 1175 tot 1186. In 1181 huwde hij Isabella van Toron, bij haar kreeg hij twee kinderen.
          - Alice van Armenië (1182 - ?), ze huwde met Hathum van Sasun, en een tweede keer met Raymond IV van Tripoli, oudste zoon van Bohemund III van Antiochië.
          - Phillipa van Armenië (1183 - ?), ze huwde met Theodoros I Laskaris.

        - Leo II van Armenië (1050 - mei 1219), ook wel Leon of Levon II, was prins van Cilicisch Armenië van 1187 tot 1199 en koning van Cilicisch Armenië sinds 1199 tot aan zijn dood. Hij huwde een zekere Isabella van Oostenrijk, met wie hij een dochter, Stefanie, kreeg. Hij huwde een tweede maal met Sybilla van Lusignan, met wie hij Isabella, ook wel Zabel, kreeg.
          - Stefanie van Armenië (na 1195 - ?), ook wel Rita, gehuwd met Jan van Brienne.
          - Isabella van Armenië (27 januari 1216 - circa 1252), ook wel Zabel, was koningin van Cilicisch Armenië vanaf 1219 tot aan haar dood. Ze huwde eerst Filips van Antiochië in 1223, deze werd echter twee jaar later vermoord. Haar tweede man was Hethum van Barberon, met wie ze (tegen haar zin) huwde op 14 juni 1226. Hethum werd koning-consort en hun nakomelingen van de Hethumiden namen de troon over van de Rubeniden.
            - Hethumiden

          - Doleta van Armenië, gehuwd met Bertrand Embrianco, heer van Gibelet.

      - Mleh van Armenië (voor 1120 - 1175), was prins van Cilisch Armenië van 1170 tot 1175. Hij werd vermoord in 1175 door de adel in zijn land.
      - Een onbekende dochter, moeder van Thomas, die het regentschap waarnam van Cilicisch Armenië van 1168 tot 1169.
      - Een onbekende dochter, huwde Ioannes Tzelepes Komnenos.
      - Thoros II van Armenië (? - 1169), ook wel Theodoor II, was prins van Cilicisch Armenië van 1140 tot aan zijn dood in 1169. In 1149 huwde hij met Isabella van Courtenay, een dochter van Jocelin II van Edessa, met wie hij drie kinderen kreeg: Rita, een dochter en Ruben.
        - Rita van Armenië, huwde met Hethum III van Lampron in 1153. Ze scheidde van hem in 1168.
        - Ruben II van Armenië (circa 1165 - 1170), ook wel Roupen II, was prins van de bergen vanaf zijn geboorte tot aan de dood van zijn vader. Na de dood van zijn vader besteeg hij op 4-jarige leeftijd de troon als prins van Cilicisch Armenië, het regentschap werd waargenomen door zijn neef, Thomas. Hij werd vermoord door zijn halfoom, Mleh, die daarna prins van Cilicisch Armenië werd.
        - Een onbekende dochter, huwde met Isaac Doukas Komnenos, keizer van Cyprus.

      - Ruben van Armenië (na 1120 – 1141), vermoord tijdens zijn gevangenschap in Constantinopel.
      - Een onbekende dochter, moeder van Fulco van Bullion, heer van Bagras.

    - Een onbekende dochter, huwde met Gabriel van Melitene.